# Помаранчева вільна держава (провінція)
Провінція Помаранчевої вільної держави (афр. Provinsie van die Oranje-Vrystaat) була однією з чотирьох провінцій Південної Африки з 1910 до 1994 року. Після 27 квітня 1994 року її розпустили після перших нерасових виборів у Південно-Африканській республіці. Нині провінція називається просто Вільна держава (або Фрі-Стейт).
Його попередницею була Колонія Оранжевої річки, яка 1902 року замінила Оранжеву вільну державу, республіку бурів.
Її зовнішні кордони були такими ж, як і сучасної провінції Фрі-Стейт, за винятком бантустанів («батьківщин») Кваква та однієї частини Бопутатсвани, що містилися всередині провінційних кордонів Оранжевої вільної держави.

## Районування
Райони провінції та населення за переписом 1991 року. 

- Застрон: 14,122
- Руксвіль: 11,904
- Бетуліє: 9,333
- Смітфілд: 7,946
- Вепенер: 12,964
- Деветсдорп: 13,521
- Редерсбюрг: 6,070
- Еденбюрг: 6,968
- Тромпсбюрг: 5,138
- Ягерсфонтейн: 6,353
- Блумфонтейн: 300,150
- Петрюсбюрг: 11,071
- Брандфорт: 23,521
- Ботсхабело: 177,926
- Філіполіс: 7,056
- Фауресміт: 8,916
- Кофіфонтейн: 10,778
- Якобсдал: 9,748
- Босхоф: 32,033
- Тенісен: 38,482
- Бюлтфонтейн: 28,556
- Хопстад: 27,934
- Весельсброн: 26,494
- Одендальсрюс: 97,603
- Велком: 248,186
- Віргінія: 81,780
- Хененман: 25,165
- Вентерсбюрг: 14,534
- Ладібранд: 30,532
- Ексельсіор: 18,051
- Клоколан: 18,542
- Марквард: 17,217
- Вінбюрг: 17,765
- Сенекал: 41,551
- Фіксбюрг: 36,810
- Фурісбюрг: 16,932
- Бетлехем: 80,921
- Ліндлей: 37,664
- Рейц: 30,712
- Харісміт: 63,220
- Вреде: 37,324
- Кронстад: 110,963
- Ботавіль: 54,726
- Віл'юнскрон: 59,279
- Вредефорт: 13,518
- Копіс: 19,723
- Паріс: 48,678
- Сазольбюрг: 89,079
- Хейльброн: 40,987
- Франкфорт: 44,617